# Gaspillage alimentaire

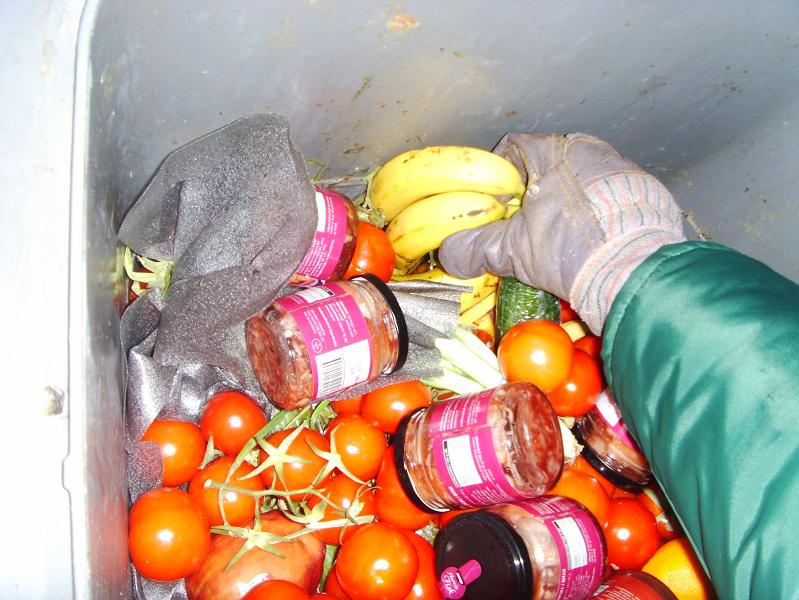
Denrées consommables dans une poubelle à Stockholm (Suède).

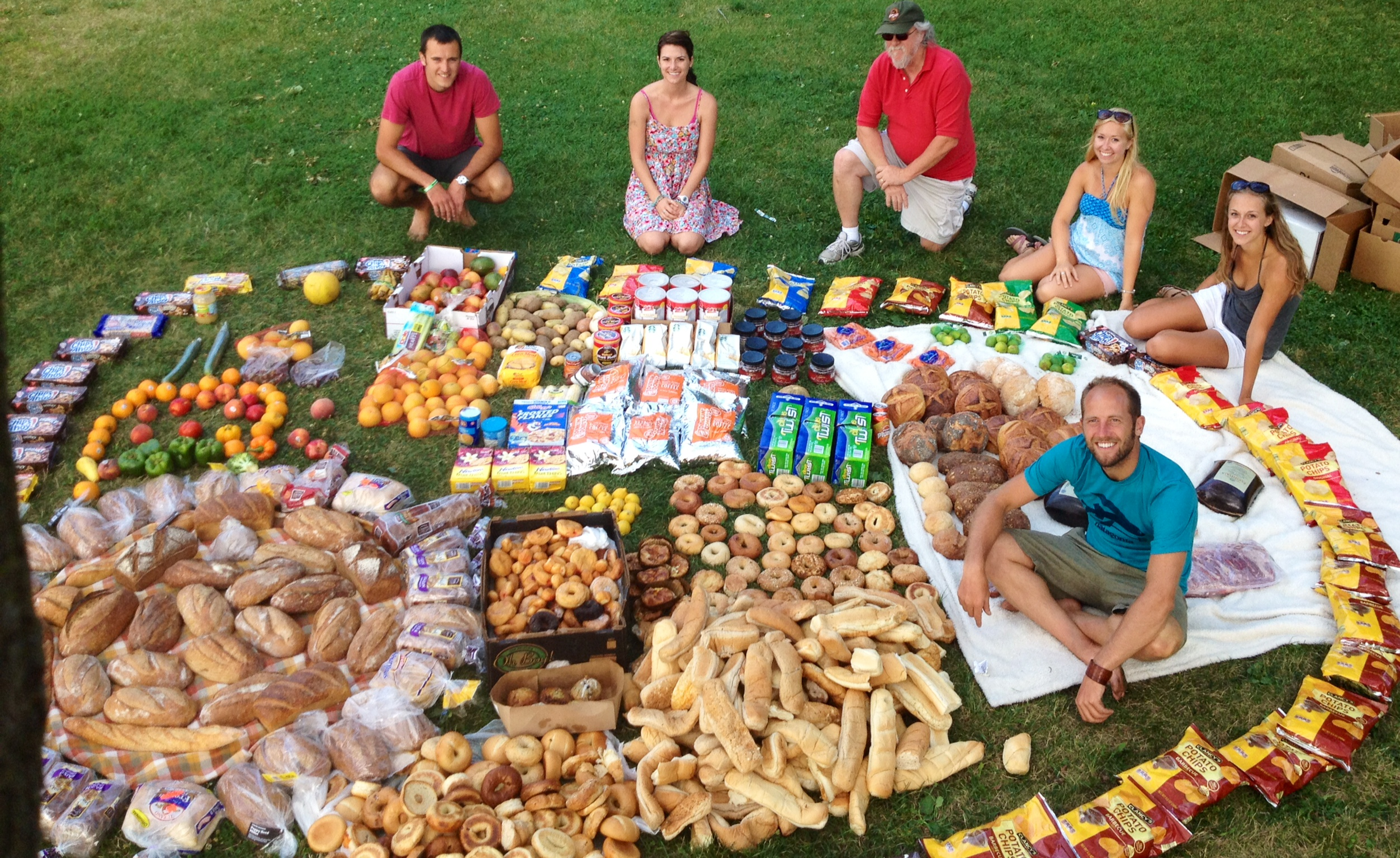
Aliments encore consommables récupérés dans les déchets par des militants (dont Robin Greenfield).

Le gaspillage alimentaire est le fait de perdre ou jeter de la nourriture généralement destinée à la consommation humaine. Il se produit tout au long de la chaîne d'approvisionnement, de la production agricole jusqu'à la consommation, en passant par la récolte, la manutention, le stockage, la transformation, le transport et la commercialisation. Il concerne tous les types d'aliments : fruits et légumes, produits de boulangerie, produits laitiers, viandes, poissons et fruits de mer, œufs, produits transformés, etc. Le gaspillage alimentaire mondial est estimé par l'organisation des Nations Unies pour l'alimentation et l'agriculture (FAO) à près d'un tiers de la production totale, ce qui représente environ 1,3 milliard de tonnes de nourriture perdue ou jetée chaque année,, .
Le gaspillage alimentaire est un problème planétaire sociétal et social, environnemental, économique et parfois sanitaire. Les enjeux de ce gaspillage touchent notamment l'insécurité alimentaire, les inégalités sociales, l'aide aux personnes les plus démunies, l'optimisation de l'agriculture, la réduction des impacts environnementaux de l'alimentation et en particulier de son impact climatique. En 2019, la quantité de gaz à effet de serre produits par le gaspillage alimentaire se classe au troisième rang mondial des pays pollueurs, derrière la Chine et les États-Unis. Elles représentent également une perte parallèle d'effort humain, d'intrants agricoles, de moyens de subsistance, d'investissements et de ressources rares comme l'eau.

## Définition

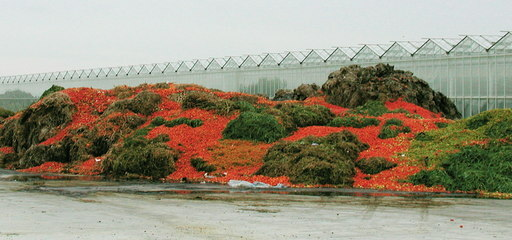
Tomates jetés sur un tas de compost dans des pépinières au Royaume-Uni.

### Nations unies
Une étude (2011) de l'institut suédois pour l'alimentation et les biotechnologies, au nom de l'Organisation des Nations unies pour l'alimentation et l'agriculture (FAO), intitulée « pertes et gaspillage alimentaires au niveau mondial », fait la distinction entre la « perte alimentaire » et le « gaspillage alimentaire », et propose des définitions :
- la perte alimentaire mesure la diminution de la biomasse comestible (à l'exclusion des parties non comestibles et des graines) tout au long de la partie de la chaine d'approvisionnement spécifiquement dédiée à l'alimentation comestible pour la consommation humaine, c'est-à-dire les pertes à la production, après la récolte et les stades de transformation. Cette définition des pertes inclut la biomasse initialement prévue pour la consommation humaine mais finalement utilisée à d'autres buts, comme des combustibles ou de la nourriture animale ;
- le gaspillage alimentaire est la perte alimentaire qui a lieu durant la vente au détail et les phases de consommation finale en raison du comportement des détaillants et des consommateurs - qui est de jeter la nourriture comme déchet.

### Union européenne
L'Union européenne a défini dans une première directive de 1975 et jusqu'en 2000 le gaspillage alimentaire comme « toute substance alimentaire, crue ou cuite, qui est jetée, à l'intention d'être jetée ou nécessite d'être jetée ». Cette directive a été remplacée par la directive 2008/98/EC qui ne contient pas de définition spécifique. La directive 75/442/EEC, contenant cette définition, a été amendée en 1991 (91/156) avec l'ajout de catégories de déchets (annexe 1).

### États-Unis
L'Environmental Protection Agency (agence de protection de l'environnement des États-Unis) a défini le gaspillage alimentaire au niveau fédéral comme la nourriture non mangée et les déchets issus de la préparation des aliments par des établissements commerciaux et restaurateurs comme les épiceries, les restaurants, les stands, les cantines et cafétérias institutionnelles. Chaque État demeure libre de définir le gaspillage alimentaire différemment, mais beaucoup ont choisi de ne pas le faire.

## Principales causes

### Production
La production alimentaire (agriculture, élevage, pêcherie, aquaculture, etc.) est responsable de la plus grande partie des pertes. Environ 54 % du gaspillage alimentaire est occasionné lors de la production, la récolte, la manipulation et le stockage. L'agriculture est l'activité causant le plus de gaspillage avec 33 % du total. L'agriculture à grande échelle (industrielle et commerciale) cause plus de pertes alimentaires que l'agriculture vivrière. Les pertes varient d'une région à l'autre dans le monde. Dans les pays moins développés, comme en Afrique et certains pays d'Asie, les pertes causées par la manipulation et le stockage représentent une plus grande proportion.
Les pertes lors de la production peuvent, entre autres, être causées par,: 
- Maladies ou contaminations des cultures ;
- Prédateurs, insectes ravageurs, etc. ;
- Conditions climatiques (sécheresse, Tempête, etc.) ;
- Utilisation de machinerie agricole ;
- Récolte prématurée ou trop mûres ;
- Manipulation et stockage inadéquats ;
- Aliments non-récoltés (excès de production, apparence inadéquate, etc.) ;
- Main d'œuvre.

Une partie du gaspillage au niveau de la production est liée à des dépassements de quotas (agriculture, pêche), à des normes à respecter (tailles minimales des produits, standards de qualité et d'apparence…) ou des prix seuils en dessous desquels les produits ne sont pas commercialisés. Le surplus produit et les aliments non-conformes sont souvent jetés,.
- En ce qui concerne la pêche, la survie des animaux est estimée par les chalutiers à 30 à 40 % du total pêché[13] puis remis à la mer. Sept millions de tonnes de poissons seraient ainsi rejetés chaque année dans l'océan[14], soit un peu moins de 10 % des captures totales.
- Les agriculteurs quant à eux récoltent souvent de façon sélective, préférant laisser des cultures ne correspondants pas aux standards dans le champ (où ils peuvent être utilisés comme fertilisant ou nourriture animale), dans la mesure où les aliments seraient écartés plus tard de la chaîne[9].

### Transformation
La transformation industrielle vise à obtenir des produits satisfaisants certains critères d'hygiène, de goût, de qualité et d'homogénéité visuelle. Une partie des produits sont donc exclus au cours du processus.

### Distribution et vente au détail
Certains produits peuvent être exclus de la vente par les distributeurs selon différents critères d'hygiène, de qualité visuelle, ou d'engagement envers le consommateur (vendre des produits frais, et les retirer des rayons quelques jours avant la date limite de consommation, ou DLC).

### Consommation
Une partie des ménages occidentaux jettent des produits non consommés avant la date limite de consommation (DLC) pour cause d'achats supérieurs aux besoins (réfrigérateur trop rempli par peur de manquer), ou les jettent une fois la date limite d'utilisation optimale dépassée, par méconnaissance de la différence entre les deux types de dates. Cette méconnaissance est d'ailleurs responsable de 20 % du gaspillage alimentaire dans les foyers Français selon la commission Européenne.[réf. souhaitée] En effet, un produit peut en général être consommé au-delà de la DLUO sans risque pour la santé humaine. C'est même le cas pour certains produits quelques jours après la DLC (en 2012 en France), lorsque la chaine du froid a été respectée.
D'autres encore jettent les restes de repas qui peuvent encore être consommés, réchauffés ou réutilisés dans de nouvelles préparations.

## Estimations globales
Le phénomène est estimé par la FAO à environ 1,3 milliard de tonnes de denrées alimentaires par an, soit un tiers des aliments produits pour la consommation humaine perdu ou gaspillé.

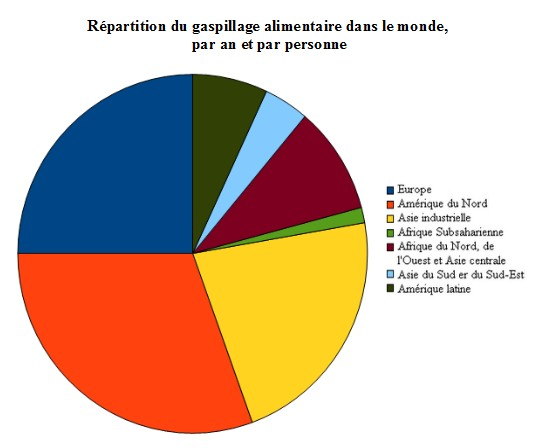
Répartition du gaspillage alimentaire dans le monde, par an et par personne

Des chiffres sont avancés dans l'étude globale de 2011 :
|                                              | Total  | Aux stades de production et ventes | Par les consommateurs |
| -------------------------------------------- | ------ | ---------------------------------- | --------------------- |
| Europe                                       | 280 kg | 190 kg                             | 90 kg                 |
| Amérique du Nord et Océanie                  | 295 kg | 185 kg                             | 110 kg                |
| Asie industrialisée                          | 240 kg | 160 kg                             | 80 kg                 |
| Afrique subsaharienne                        | 160 kg | 155 kg                             | 5 kg                  |
| Afrique du Nord, de l'Ouest et Asie centrale | 215 kg | 180 kg                             | 35 kg                 |
| Asie du sud et du sud-est                    | 125 kg | 110 kg                             | 15 kg                 |
| Amérique latine                              | 225 kg | 200 kg                             | 25 kg                 |

### Gaspillage par pays

#### Canada
Au Canada, le gaspillage annuel est estimé à 35,5 millions de tonnes de nourriture, ce qui représente 58 % de la production. Cette quantité inclut le gaspillage inévitable comme les os et les coquilles d'œufs et le gaspillage évitable. Environ 11,2 millions de tonnes, soit 32 % des pertes, peuvent être évitées. La valeur financière du gaspillage évitable est évaluée à 49,5 milliards de dollars annuellement. Ce montant représente près de 3 % du PIB du Canada en 2016. Il s'agit également de 52 % du montant dépensé par les canadiens pour l'achat de nourriture dans les commerces.
Le Conseil National Zéro Déchet a évalué en 2017 que 63 % des résidus alimentaires des canadiens auraient pu être évités. Les canadiens jettent 2,2 millions de tonnes de nourriture annuellement, soit 140 kg par ménage. Cette quantité équivaut à des pertes financières de 17 milliards de dollars, l'équivalent de 1 100 $ par foyer.

#### États-Unis
Aux États-Unis, 40 % de l'alimentation disponible est jetée.

#### France
Un français gaspille entre 20 et 30 kg par an, dont 7 encore dans l'emballage. Au total, en 2015, le gaspillage annuel sur l'ensemble de la chaîne alimentaire est estimé à 150 kilos par personne contre 190 kilos en moyenne en Europe,. Cette quantité représente des pertes financières annuelles de près de 160 euros par personne.
Le gaspillage vient également de la restauration commerciale (environ 230 g par repas individuel) et collective (environ 167 g par repas individuel, notamment à l’hôpital) . Dans les cantines scolaires, près de 30 % du contenu des assiettes se retrouve à la poubelle. De 10 000 à 13 000 tonnes de poissons seraient invendus en France. Seulement 10 % est reversé pour l'aide alimentaire, le reste étant pour partie transformé en farine animale, pour partie détruit par ajout de matière non comestible.
Les pertes sont estimées à environ 10 millions de tonnes de nourriture jetées ou perdues annuellement en France, ce qui représente entre 12 et 20 milliards d’euros en valeur financière.

#### Royaume-Uni
Les Britanniques jettent 40 kg de nourriture, soit 25 % des aliments achetés par les ménages.

#### Suisse
En Suisse, selon la définition et l'estimation de l'Office fédéral de l'environnement, 778'000 tonnes de déchets alimentaires sont produites chaque année par les ménages privés, 1'205'000 tonnes par l'industrie alimentaire, 210'000 tonnes par la restauration, 197'000 tonnes par l'agriculture et 279'000 tonnes par le commerce de détail. Sur un total de 2'800'000 tonnes, deux tiers seraient encore consommables au moment de leur élimination.
2,8 millions de tonnes de pertes alimentaires sont générées chaque année en Suisse. La restauration et les ménages génèrent ensemble 35% des déchets alimentaires. Les ménages génèrent 28% des déchets alimentaires (ce qui correspond à 620 CHF par personne et par an).
L'organisation à but non lucratif foodwaste.ch mène différents projets afin de lutter contre le gaspillage alimentaire en Suisse et de le réduire. Sur son site Internet, elle informe sur la manière de réduire le gaspillage alimentaire et répertorie plusieurs projets locaux et nationaux de lutte contre le gaspillage alimentaire.

#### Autres pays
Dans les pays en développement, le gaspillage porte plutôt sur l'amont de la filière agroalimentaire : les pertes atteindraient entre 10 % et 60 % des récoltes, en fonction des produits agricoles.

## Conséquences

### Économiques
Le gaspillage alimentaire a des conséquences économiques importantes. Il engendre des pertes financières pour les producteurs, les commerçants et les consommateurs. Par exemple, pour les Britanniques, en 2009, il représente près de 530 euros par ménage chaque année, au Canada, le montant s'élève à 1 100 $ par année.

### Environnementales
Les impacts du gaspillage alimentaire sur l'environnement concernent notamment, : 
- Gaspillage d'eau : pour l'agriculture et la transformation ;
- Gaspillage d'énergie ;
- Pollution des sols et de l'eau : utilisation d'engrais chimiques et de pesticides dans les champs ;
- Perte de biodiversité ;
- Déforestation ;
- Occupation de terres inutilement ;
- Augmentation des émissions de gaz à effet de serre (machineries agricoles, procédés de transformation, transports, décomposition, gestion des déchets, etc.) ;
- Augmentation de la quantité de déchets.

La superficie occupée pour la production de nourriture qui n'est pas consommée est estimée à 1,4 milliard d'hectares (en 2007), ce qui couvre une surface équivalente au deuxième plus grand pays après la Russie et devant le Canada. Cette superficie correspond à 28 % des terres agricoles mondiales. À cette superficie, il faut ajouter l'espace occupé pour la disposition de la nourriture jetée (sites d'enfouissement, sites de compostage,...).
L'impact environnemental des aliments jetés varie en fonction de la méthode de disposition. La matière organique envoyée dans les sites d'enfouissement se décompose en condition anaérobique (absence d'oxygène) ce qui a pour conséquence d'émettre du méthane, un gaz à effet de serre 25 fois plus puissant que le dioxyde de carbone. La valorisation de la matière organique par exemple grâce à des techniques de compostage et de biométhanisation permet de diminuer les impacts.

## Réduction du gaspillage alimentaire

### Consommateurs
Le consommateur peut réduire son gaspillage alimentaire en adoptant de bonnes pratiques de gestion alimentaire,,: 
- Planifier les repas ;
- Faire l'inventaire du frigo et du garde-manger ;
- Planifier les achats et les limiter à l'essentiel ;
- Utiliser des méthodes de conservation adéquates : réfrigération, congélation, mise-en-conserve, déshydratation, lactofermentation, etc. ;
- Préparer des portions adéquates de nourriture (batch cooking) ;
- Cuisiner les aliments presque périmés ;
- Utiliser les parties d'aliments généralement jetées comme les fanes, les pelures, etc. dans différentes recettes ;
- Faire don de son surplus alimentaire.

### Politiques
Plusieurs pays se sont dotés de politiques ou de stratégies pour réduire le gaspillage alimentaire. L'Organisation des Nations unies (ONU) intègre d'ailleurs la lutte contre le gaspillage alimentaire dans ses objectifs de développement durable, notamment le no 2 et no 12.

#### Union européenne

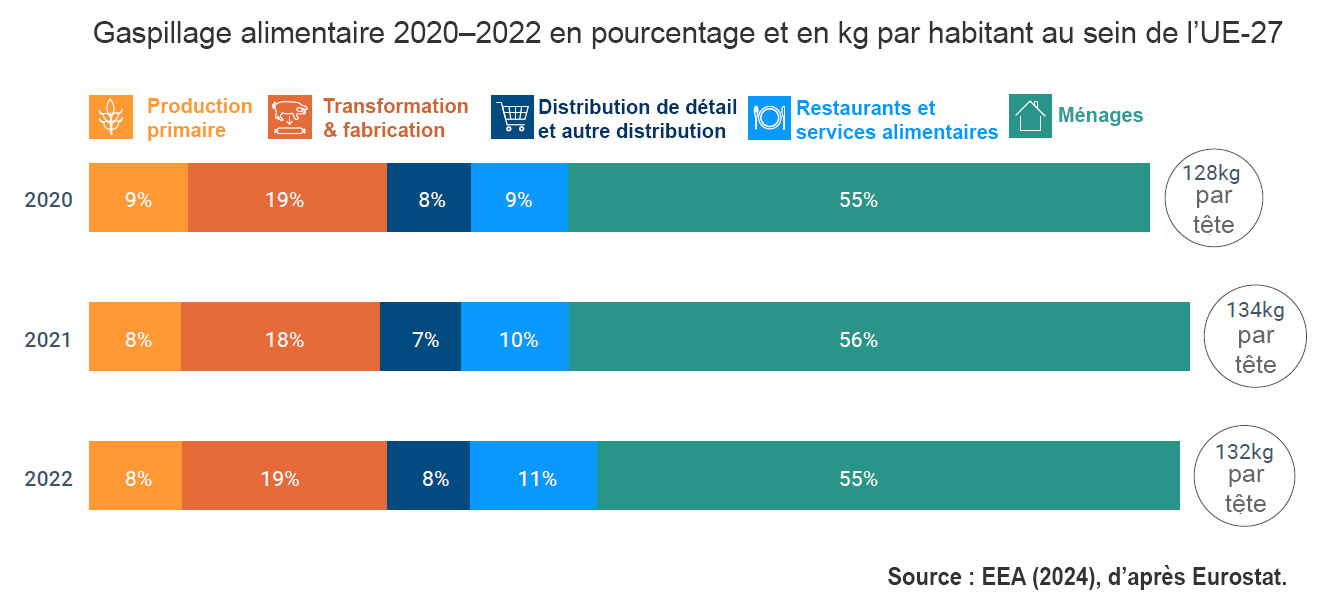
Gaspillage alimentaire 2020-2022 en pourcentage et kg/hbt pour l'UE-27.

Le 20 novembre 2009, l'interdiction du high grading (rejets de poissons pour des raisons commerciales) est adoptée dans la règlementation européenne.
Le 19 janvier 2012 Le Parlement européen vote une résolution contre le gaspillage des denrées alimentaires, et déclare 2014 « Année européenne de lutte contre le gaspillage alimentaire ».
En 2015, une étude faite pour la Commission européenne sur les déchets alimentaires, évitables ou inévitables, conclut à 140 kg/habitant (« hors déchets de la partie production et les coproduits non considérés comme des déchets »).
En 2022, la production européenne de déchets alimentaires est encore de 132 kg/hab. Et selon un rapport « Prévenir le gaspillage en Europe » (2024) de l'Agence européenne pour l'environnement, le gaspillage persiste (hormis quelques progrès durant la pandémie de Covid-19), et les États membres devront redoubler d'efforts s'ils veulent respecter les nouveaux objectifs de réduction du gaspillage alimentaire.

##### France
D'après le Food Sustainability Index, la France obtient la meilleure note dans l'application de politiques pour lutter contre le gaspillage alimentaire.
En 2012, l'État adopte l'engagement du Parlement européen de diviser par deux le gaspillage avant 2025, via cinq actions auprès de la grande distribution, des industriels, des associations et des consommateurs. De nombreuses actions locales sont alors mises en lumière, à l'instar du RÉGAL (Réseau pour éviter le gaspillage alimentaire) qui aide les acteurs de la filière alimentaire à se rencontrer, échanger et agir.
Un rapport de la mission parlementaire sur la lutte contre le gaspillage alimentaire rappelle que les enjeux sont à la fois éthiques, économiques et écologiques ; ce rapport supervisé par Guillaume Garot (député et ancien ministre délégué à l'Agroalimentaire) fait des propositions pour une politique nationale, en visant un changement de comportement des consommateurs, de la grande distribution, des industriels et autres producteurs, de la restauration (commerciales et collectives). Il développe trois thèmes : responsabilisation de tous, renforcement des outils de la politique publique et nouveau modèle de développement, tout en invitant à une action également européenne et internationale (avec la proposition d'un comité européen ad hoc et que les négociations de la COP 21 intègre cette question). Il recommande la création d'une agence nationale dédiée et propose de rendre « obligatoire le don des invendus à des associations caritatives, d’inscrire dans la loi une interdiction de jeter des denrées alimentaires consommables, ou encore d’élargir la défiscalisation aux produits transformés ». Il propose aussi de clarifier le droit positif (une circulaire pénale pourrait inviter à la clémence « à l'égard d'une personne qui récupère des aliments sans causer de préjudice aux propriétaires pourrait illustrer ce progrès »), de promouvoir le doggy bag et lever les obstacles logistiques.
En août 2015, la ministre de l'environnement, en complément des efforts demandés par la loi sur la transition énergétique invite les grands groupes et engage la grande distribution à lutter contre le gaspillage alimentaire (perte d'environ 12 à 20 équivalents milliards d’euros/an), ce « fléau insupportable ». Auchan, Carrefour et Casino (enseignes Géant, Franprix, Monoprix, Leader Price…) annoncent avant même la réunion qu'ils signeraient la « convention d’engagements » proposée par la ministre ; ce qui signifie pour la ministre « l'interdiction de détruire des stocks alimentaires, par exemple en les javellisant, et l'obligation de donner les stocks alimentaires aux associations caritatives ».
Législation : une loi de lutte contre le gaspillage alimentaire est adoptée le 3 février 2016. L'obligation de don a été analysée par des associations caritatives comme un risque puisque celles-ci ne disposaient pas nécessairement des moyens humains et logistiques pour assurer le tri, la conservation et la redistribution de ces denrées, avec comme issue possible de les transformer en collecteurs de déchets. La loi adoptée en février 2016 prévoit, pour les commerces atteignant un seuil d'une taille de 400 mètres carrés, une obligation de proposer des conventions de don à des associations agréées. La loi punit le distributeur d'une amende de 3 750 euros s'il rend impropre à la consommation des invendus alimentaires encore consommables.
En 2017, l'impact de la loi a permis d'offrir 10 millions de repas aux plus démunis. De plus, 5 000 nouvelles associations reconnues par l’État ont désormais le droit de distribuer les invendus alimentaire à la fermeture des magasins.
En 2018, le renforcement de la lutte contre le gaspillage alimentaire se trouve au cœur du troisième axe de la loi « pour l’équilibre des relations commerciales dans le secteur agricole et une alimentation saine et durable », votée le 2 octobre 2018 à l'Assemblée nationale. L'objectif est d'étendre le cadre d'application de la loi relative à la lutte contre le gaspillage alimentaire à la restauration collective et à l’industrie agroalimentaire qui devront, elles aussi, proposer leurs invendus au don alimentaire .
En 2020, est publiée la loi du 10 février 2020 relative à la lutte contre le gaspillage et à l'économie circulaire, ou loi AGEC, complétée par une ordonnance du 29 juillet 2020 relative à la prévention et à la gestion des déchets.
Formation : C'est l'une des clé pour un changement des comportements. En mars 2018, un MOOC de six semaines (formation gratuite, en ligne, ouverte à tous) est lancé par la fondation AgroParisTech et Auchan Retail France, avec l'aide du Ministère de l'Agriculture, de la DRAAF Ile-de-France, de l'ADEMA, de l'Inra) et de l'association De mon assiette à notre planète. Ce Mooc vise à « alerter et accompagner au changement d'habitudes pour le plus grand nombre ». Y seront abordés le constat, les bonnes pratiques, les besoins de changements comportementaux, les retours d’expérience..., afin de contribuer à l'objectif de diviser par deux (entre 2013 et 2025) les dix millions de tonnes de déchets alimentaires produits en France par an.

##### Suisse
En Suisse, le traitement des déchets est réglé dans l'ordonnance sur la limitation et l’élimination des déchets. Selon son article 14, les biodéchets doivent faire l’objet d'une valorisation ou d'une méthanisation (ce qui interdit toute pratique visant à rendre des invendus impropre à la consommation ou au compostage).

### Initiatives privées
Une société de préparation de repas a lancé en 2017 la journée internationale contre le gaspillage alimentaire. Cette opération a lieu durant la dernière semaine d'avril. Plusieurs pays ont adopté cette initiative.